# Heterometrus longimanus
Espèce
Synonymes
- Scorpio longimanus Herbst, 1800
- Buthus costimanus C. L. Koch, 1837
- Centrurus galbineus C. L. Koch, 1838
- Palamnaeus angustimanus Thorell, 1876
- Palamnaeus costimanus borneensis Thorell, 1876
- Pandinus humilis Simon, 1877
- Palamnaeus liophysa Thorell, 1888
- Heterometrus liophysa (Thorell, 1888)
- Heterometrus longimanus belitungensis Couzijn, 1981
- Heterometrus longimanus bengkalitensis Couzijn, 1981
- Heterometrus longimanus marmoratus Couzijn, 1981
- Heterometrus longimanus paris Couzijn, 1981
- Heterometrus longimanus tarawakanensis Couzijn, 1981

Heterometrus longimanus est une espèce de scorpions de la famille des Scorpionidae.

## Distribution
Cette espèce se rencontre en Indonésie à Java à Sumatra et au Kalimantan, en Inde dans les Îles Andaman-et-Nicobar aux îles Andaman, en Malaisie, à Singapour, au Brunei et aux Philippines.

## Description

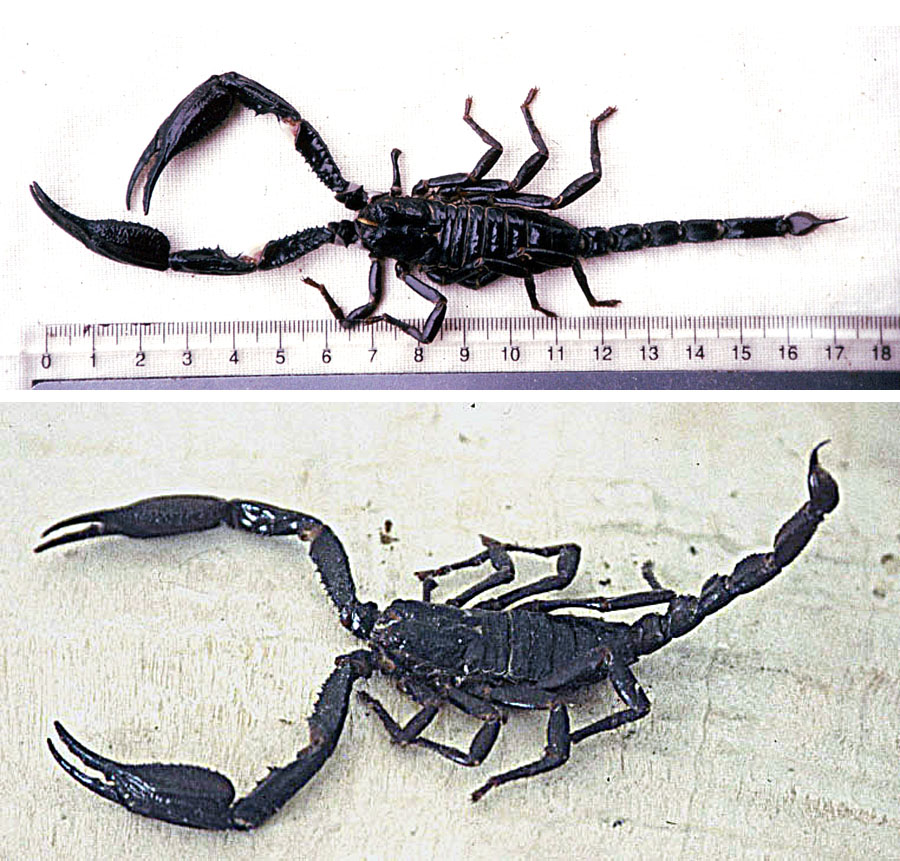
Heterometrus longimanus

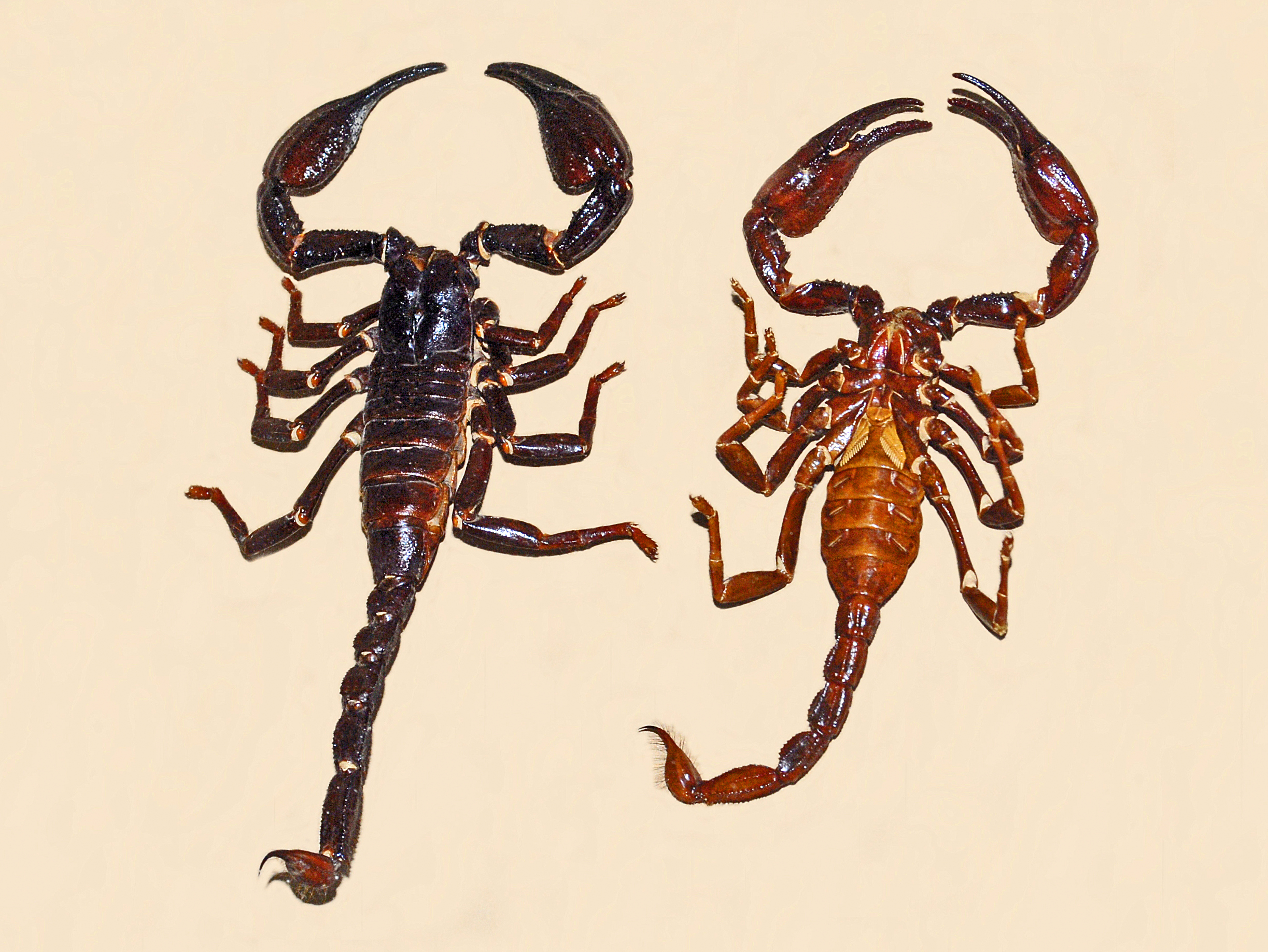
Heterometrus longimanus

Heterometrus longimanus mesure de 90 à 140 mm

## Systématique et taxinomie
Cette espèce a été décrite sous le protonyme Scorpio longimanus par Herbst en 1800. Elle est placée dans le genre Heterometrus par Werner en 1902.
Les sous-espèces Heterometrus longimanus bengkalitensis, Heterometrus longimanus borneensis et Heterometrus longimanus marmoratus ont été placées en synonymie par Prendini et Loria en 2020.

## Publication originale
- Herbst, 1800 : Naturgeschichte der Skorpionen. Natursystem der ungeflügelten Insekten, vol. 4, p. 1-86.